# Opistophthalmus pictus
Espèce
Opistophthalmus pictus est une espèce de scorpions de la famille des Scorpionidae.

## Distribution
Cette espèce est endémique d'Afrique du Sud. Elle se rencontre dans l'État-Libre, au Cap-Oriental et au Cap-Occidental.

## Description
Le mâle syntype mesure 70,5 mm.

## Publication originale
- Kraepelin, 1894 : Revision der Scorpione. II. Scorpionidae und Bothriuridae. Beiheft zum Jahrbuch der Hamburgischen Wissenschaftlichen Anstalten, vol. 11, p. 1–248 (texte intégral).